# Luotojärvi (sjö i Puumala, Södra Savolax)
Luotojärvi är en sjö i kommunen Puumala i landskapet Södra Savolax i Finland. Arean är 37 hektar och strandlinjen är 6 kilometer lång. Sjön  ingår i Vuoksens huvudavrinningsområde.   Den ligger omkring 46 kilometer öster om S:t Michel och omkring 240 kilometer nordöst om Helsingfors. 
I sjön finns ön Pyysaari. 